# Fujiko Mine
Fujiko Mine (峰 不二子?, Mine Fujiko) è uno dei personaggi principali della serie di manga e anime Lupin III, creata da Monkey Punch, che ha debuttato su Weekly Manga Action il 10 agosto 1967.
È un'abile ladra e artista della truffa che lavora al fianco di Arsenio Lupin III. Fujiko è nota per il suo aspetto seducente e la sua astuta intelligenza, nonché per la sua propensione a fare il doppio gioco con i suoi partner. È raffigurata come una donna dallo spirito libero, indipendente, forte, capace e molto ambiziosa, sempre alla ricerca di modi per acquisire più ricchezza e che non ha paura di correre rischi e inseguire ciò che vuole, fungendo da rappresentazione dell'emancipazione della donna.
Il suo nome deriva dalla parola "Sacra Montagna Fuji" (霊峰不二, Reihō Fuji). Monkey Punch ha visto una foto del Monte Fuji su un calendario e in meno di un minuto ha deciso un nome, omettendo la parte "rei" da "reihō" e aggiungendo un "ko" a "fuji" per renderlo più gradevole quando scritto.
Interamente a lei sono dedicati il manga M.F.C. (Mine Fujiko Company), pubblicato su Rupan Sansei official Magazine, che racconta di una società di ladri con lei a capo, e la serie anime Lupin the Third - La donna chiamata Fujiko Mine, che mostra i primi incontri con Lupin, Jigen e Goemon e di diverse storie incentrate sulla sua figura, il tutto con disegni e storie fedeli al manga originale, in cui abbondano scene di nudo del personaggio.

## Personaggio
Fujiko Mine è il solo personaggio femminile importante nella serie animata dedicata a Lupin III. È rappresentata come una donna giovane e bellissima, formosa e smaliziata, per la quale Lupin ha un debole, nonostante la loro vicenda sentimentale sia poco definita e i due non si possano effettivamente definire fidanzati, ma piuttosto legati da un rapporto di amore e passione che a volte si smorza in un sentimento di solidarietà, altre si accende di tinte più prettamente romantiche e drammatiche. Fujiko è una ladra e una truffatrice che ama i gioielli, il denaro, i bei vestiti, il lusso e la ricchezza. 
Il passato di Fujiko viene rivelato nell'episodio zero in cui si scopre che prima di incontrare Lupin era innamorata di Brad, amico e rivale del ladro gentiluomo che venne ucciso dopo aver rubato al boss mafioso Gavez un tesoro a cui sia Lupin che Brad erano entrambi interessati. Fujiko lo venne a sapere in seguito da Lupin rimanendo sconvolta e addolorata dall'accaduto. Dopo questo momento comincerà anche lei a cercare il tesoro facendo però il doppio gioco nei confronti di Lupin. Lupin alla fine scoprirà che l'assassino di Brad è Shade, il braccio destro di Gavez. Shade aveva ucciso Brad non solo per recuperare il tesoro ma anche per scovare Fujiko e diventare il nuovo capo dell'organizzazione mafiosa ma quando Brad aveva rifiutato di dirgli dove aveva nascosto il tesoro e dove era la ragazza, Shade lo uccise. Lupin riesce a farlo infine confessare davanti a Fujiko che scoperta la verità lo uccide, vendicando Brad e lasciando stupito Lupin. Quando il ladro le domanda se amasse davvero Brad la donna dichiara di sì dimostrando che era veramente innamorata dell'amico di Lupin. Fujiko infatti si comporta da doppiogiochista, per non soffrire più come era successo in passato e per il terrore di perdere anche Lupin che a modo suo ama molto.
Fujiko è sicura di sé, opportunista, coraggiosa, impavida e dinamica, ma anche molto furba e usa l'affetto di Lupin per convincerlo ad aiutarla. Tuttavia Fujiko diventa anche molto gelosa se Lupin presta attenzione ad altre donne.
Lupin è a volte ammaliato da Fujiko, a volte le è nemico. Fujiko non riesce, se non raramente, a trionfare su Lupin, che le è superiore come ladro e per furbizia se non quando è Lupin stesso a lasciare la vittoria a Fujiko per farla felice. Fujiko è spesso irresponsabile e spericolata, fidandosi troppo della parola di alcuni criminali che cercano di servirsi di lei. Si serve del proprio fisico procace per incantare gli uomini (soprattutto lo stesso Lupin) e servirsene.
Fujiko è divenuta nel corso degli anni una sex symbol per ragazzi, ma è molto amata anche da un pubblico più adulto. Per la sua conturbante sensualità, all'epoca considerata inadatta a un cartone animato, Fujiko è stata spesso additata come femme fatale per la sua bellezza e la sua abilità di manipolare e persuadere gli altri uomini.
Malgrado la sua tendenza al tradimento, Lupin la perdona sempre e cade sempre di fronte alle sue moine.
Fujiko non è malvagia, anzi viene spesso evidenziato come sia di buon cuore e non colpisca mai deboli, indifesi o innocenti, ma solo gli uomini malvagi, ricchi, meschini, avidi o che vogliono usare giovani donne; inoltre ha sempre mostrato odio e disprezzo nei confronti di individui sadici, perversi, crudeli o che adottano la tortura per i propri scopi. Fujiko non ama affiliarsi a sette o società segrete che puntano all'instaurazione di un nuovo ordine mondiale; questo suo lato emerge nel film Bye Bye Liberty: Scoppia la crisi! in cui Fujiko si rifiuta categoricamente di collaborare con la lega dei tre massoni, anche dietro lauto compenso.
In alcuni rari casi a Fujiko è capitato di perdere la memoria, come nello special L'amore da capo e, per un breve tempo, nel film Le profezie di Nostradamus. Quando ciò accade, Fujiko si trasforma in una ragazza remissiva, timida, insicura e timorosa, è spesso soggetta a crisi di pianto, perde la sua sicurezza nel gioco sessuale, divenendo romantica, languida e passiva. Oltre a ciò viene fatto risaltare il lato interiore e dolce della ragazza, che la inquadra come donna dalla spiccata indole materna, solidale e di sostegno per tutti coloro che soffrono o di cui si fida. Malgrado a Lupin non dispiaccia troppo questa versione di Fujiko, egli ne rimpiange quasi subito il carattere ribelle e spregiudicato, caratteristica che Lupin più ama di Fujiko, in quanto capisce che è innamorato di lei proprio per il suo carattere libero.
Il suo profumo preferito è Chanel Nº 5 e guida spesso una motocicletta Kawasaki o Harley-Davidson ed è più volte al volante di una Morris Mini Cooper. Non disdegna le sostanze stupefacenti: nel film Lupin the IIIrd - Ishikawa Goemon getto di sangue la si vede infatti fumare da un bong.
II rapporto tra Fujiko e Lupin non è chiaro: si può ipotizzare che siano una coppia libera, ma durante il corso della serie si contendono preziosi e danari, trofei o vittorie nel campo della truffa. Sebbene tra i due ci sia reciproca ammirazione come truffatori e ladri, a volte in un regime di compartecipazione alla spartizione del bottino, c'è anche contrapposizione, vendetta o rivalsa. Nonostante lei usualmente rifiuti le avances di Lupin e non sembri interessata a lui, Fujiko nel profondo è innamorata di lui, e dimostra i suoi sentimenti per lui quando uno dei due rischia di morire o è in grave pericolo, ma dopo lo scongiurato pericolo torna al ménage precedente.
In un episodio Fujiko prova a far evadere Lupin di prigione, ogni volta ostacolata da Jigen che cerca di dissuaderla dal cercar di far evadere Lupin, in quanto quest'ultimo può evadere in qualsiasi momento, e Fujiko accusa Jigen di insensibilità. Più avanti, credendo che Lupin sia stato giustiziato, ne rimane visibilmente rattristata, stringendo a sé la pistola di Lupin, dicendo che non lo avrebbe mai dimenticato.
Un altro caso è il momento in cui Fujiko è stata rapita dall'ex-socio Pank mentre è ferita, Lupin si infuria con Jigen perché gli suggerisce di non salvarla. Lupin è determinato a raggiungerla anche a costo della sua stessa vita perché ne è innamorato. Fujiko uccide Pank quando questi sta per sparare a Lupin alle spalle mentre lui la trasporta nelle sue braccia.
In un'occasione Lupin e Fujiko rubano insieme la maschera di Tutankhamon, noncuranti dell'avvertimento di Jigen e Goemon di rinunciare al colpo. Poco dopo averla rubata, Lupin entra in coma per la maledizione del faraone, Fujiko allora è disperata e piange perché preoccupata per Lupin, desiderando che "torni il Lupin di sempre" e avendo paura che non si risvegli più, implora Jigen e Goemon di aiutarla riportando la maschera di Tutankhamon al museo, mentre lei rimane accanto a Lupin tenendogli la mano.
Quando Lupin credeva di essere affetto da una malattia che lo trasforma in un assassino dopo mezzanotte, prova a suicidarsi con un cappio, ma Fujiko interviene salvandolo, credendo che Lupin non sia un assassino e per provarlo lo lega a una sedia dicendo che se lui l'avesse attaccata lei l'avrebbe ucciso e poi si sarebbe tolta la vita, dichiarando di non riuscire a vivere senza di lui.
È vedova del playboy William Hafner, che sposò per poter rubare la sua collezione.
Il rapporto tra la donna e il ladro cambia drasticamente in Lupin III - Ritorno alle origini, i due infatti sembrano aver chiuso definitivamente i rapporti, lasciando stupiti coloro che li conoscono, i due non si fanno molti scrupoli a puntarsi le armi addosso e spararsi a vicenda con l'intento di uccidere. Più avanti nella serie si capisce il motivo della loro rottura: Fujiko non riesce più a sopportare questo tira e molla con il ladro; lei non capisce cosa rappresenti per Lupin, se la donna della sua vita, un'amante, un mero oggetto del desiderio o qualcos'altro di più importante. Fujiko ama Lupin ma lui non ha dimostrato il suo amore per lei. Lupin, però, stupirà ancora una volta Fujiko nell'ultimo episodio della serie, quando le rivelerà il suo vero volto, una cosa che non aveva mai fatto nemmeno con i suoi colleghi più fidati Jigen e Goemon, e con questa prova Fujiko capisce come il ladro la ami, siglando con un bacio il loro amore.

## Creazione
Poiché la serie Lupin III doveva essere pubblicata in una rivista destinata agli adulti, Fujiko Mine è stata creata per aggiungere una presenza femminile. Il suo nome è stato ispirato da un'immagine del Monte Fuji, Monkey Punch ha aggiunto il suffisso femminile -ko per creare il suo nome e ha scelto "Mine" per il suo cognome a causa del suo significato di "vetta". È stata sviluppata dall'intenzione di svolgere un ruolo di "Bond girl". Creare un nuovo personaggio femminile ogni settimana era troppo difficile per Monkey Punch, quindi si è evoluta in un singolo personaggio. All'inizio della serie, molte delle donne incontrate da Lupin si chiamano Fujiko, ma vengono trattate come personaggi diversi da capitolo a capitolo. Questo concetto è stato successivamente modificato per rendere Fujiko un singolo personaggio che cambia spesso stile.
Monkey Punch ha paragonato i personaggi di Lupin e Fujiko a quelli di D'Artagnan e Milady de Winter, e li ha descritti come "Non necessariamente amanti, non necessariamente marito e moglie, ma più semplicemente che si divertono come uomo e donna insieme".

## Background
Fujiko ha fatto la sua prima apparizione nel capitolo 3 "Death Blues" (死んでゆくブルース, Shinde Yuku Burūsu), essendo così il primo dei tre associati di Lupin ad arrivare. Inizialmente appare come una truffatrice che tenta di intrufolarsi nella fortuna di una ricca famiglia, il cui erede ha assunto Lupin come sicurezza. Immediatamente dopo il suo arrivo, riconosce Lupin attraverso il suo travestimento, e alla fine dell'arco, Lupin si è schierato con lei per derubare l'intera famiglia.
A causa della natura episodica del manga, molte delle apparizioni di Fujiko trattano lei e Lupin come un incontro per la prima volta, anche dopo l'incidente in cui Lupin uccide suo padre. Molte delle storie la vedono mentre cerca di catturare lo stesso oggetto di Lupin, di solito viene superata da Lupin, solo occasionalmente è quella che ottiene il premio. Va anche notato che, a differenza della sua versione anime, Lupin è un donnaiolo nel manga, con lui e Fujiko che hanno dormito insieme numerose volte.
Questo è l'opposto negli adattamenti anime (esclusa la serie La donna chiamata Fujiko Mine), che spesso vede Fujiko che tradisce Lupin e per la maggior parte nega il suo flirt. Il background di Fujiko include la criminalità organizzata in collaborazione con il killer noto come Pun (Pank nel primo doppiaggio della prima serie animata). La coppia era famosa per aver compiuto omicidi su commissione senza fallire. Tuttavia, la collaborazione terminò bruscamente quando il capo di Pun gli ordinò di uccidere Fujiko dopo che lei aveva commesso un errore. Pun non poteva sopportare che le venisse chiesto di uccidere Fujiko e lei scomparve. Fujiko afferma di soffrire di amnesia e di non ricordare nulla prima di quegli eventi, tuttavia riconosce Pun quando arriva a cercarla.

## Aspetto
Fujiko è dotata di notevole fascino e forza, di un fisico formoso ma snello, immancabilmente oggetto di ammirazioni anche volgari da parte degli uomini: le sue misure sono 99,9 cm di seno, 55,5 cm di vita e 88,8 cm di fianchi, è alta 1,65 m e pesa sui 50 kg. Di solito viene rappresentata con lunghi capelli castani oppure color rame o rossi; solo nel film Il castello di Cagliostro e negli special Il segreto del Diamante Penombra e Walther P38 sfoggia una capigliatura bionda che resterà tale fino al finale dello special Episodio: 0. In un'unica occasione ha esibito (e per pochissimo tempo) una capigliatura corvina, più precisamente nel settimo episodio della serie Le avventure di Lupin III, Il segreto delle tre pergamene. I suoi occhi sono marroni in tutte le versioni.
Per il suo aspetto fisico e la sua sensualità manifesta, Fujiko Mine è considerata una delle donne immaginarie più conturbanti, certamente tra i personaggi femminili più amati e rappresentativi del mondo dell'animazione giapponese.
Monkey Punch ha dichiarato che ha scelto il nome del personaggio basandosi su un'insegna che vide in gita insieme al figlio dove c'era scritto "Mine Fuji" (Sacro Monte Fuji) e decise di aggiungere la sillaba "ko" per creare il nome del personaggio. Il suo cognome infatti vuole dire "Cime Gemelle", riferimento esplicito al seno abbondante.

## Personalità
Fujiko è principalmente ritratta come un personaggio moralmente ambiguo, le cui azioni e decisioni spesso confondono i confini tra giusto e sbagliato. Non è vincolata da nozioni convenzionali di moralità ed è disposta a manipolare gli altri per servire i propri interessi. Tuttavia, Fujiko dimostra occasionalmente un senso di compassione e lealtà, in particolare nei confronti di Lupin. La sua complessa bussola morale aggiunge profondità al personaggio, rendendola né puramente malvagia né interamente virtuosa.
Sebbene Fujiko non faccia effettivamente parte della banda di Lupin, partecipa spesso alle loro imprese sia come partner che come concorrente. La sua tattica principale è quella di restare con Lupin e compagni fino a quando il bottino non sarà disponibile, quindi ingannare i suoi colleghi. Spesso trova necessario tradire Lupin per avvicinarsi al nemico, quindi dopo essersi ingraziata la sua fiducia acquisirà il malloppo e fuggirà (raramente, aiuterà a districare Lupin, Goemon e Jigen dalla cattura o da qualsiasi problema mortale che ha messo loro dentro, come per espiare). Fujiko è anche nota per fornire a Zenigata o ad altri agenti delle forze dell'ordine informazioni e assistenza per ottenere la propria libertà. Ad un certo punto, Fujiko è stata nominata la sostituta di Zenigata nell'operazione Lupin dell'ICPO, tuttavia questa era una copertura per lei per entrare in un caveau segreto.
La serie anime del 2012 allude che Fujiko sia bisessuale. Comunque, il suo comportamento in quelle circostanze potrebbe essere semplicemente un altro mezzo per ottenere ciò che vuole, in quanto il suo vero orientamento non è stato ancora chiarito.
Jigen disprezza Fujiko, anche se nel manga originale era uno dei suoi corteggiatori. Goemon è noto per aver lavorato con Fujiko indipendentemente dagli altri membri della banda, ma può essere ugualmente diffidente nei suoi confronti quando pensa che stia manipolando Lupin. Tuttavia, nella seconda serie anime Jigen e Goemon sono visti lavorare insieme numerose volte con Fujiko, affidando la loro vita a lei. Nell'anime Fujiko mostra a volte una personalità più frivola e spensierata, che la vede fare scherzi a Lupin ogni volta che può.
Lupin è completamente infatuato di Fujiko e fa di tutto per lei. Sebbene Fujiko ne sia consapevole e lo usi sempre a suo vantaggio, non mette mai nei guai Lupin da dove non può scappare. Monkey Punch ha detto che i due "si divertono" e sono abbastanza contenti della loro relazione bizzarra ma amichevole, paragonandola al suo stesso matrimonio.
Sebbene sia più disposta a contenere i suoi sentimenti, Fujiko ama Lupin. Raramente desidera rivelare completamente il suo affetto, tranne se pensa che uno o entrambi stiano morendo. Nelle occasioni in cui sembra che Lupin sia morto, lei si addolora e lo considera la persona più importante per lei. Tuttavia i suoi sentimenti non del tutto nascosti vengono sommersi di nuovo quando lo trova vivo.

## Competenze e abilità
Fujiko è un'eccellente tiratrice e la sua arma preferita è una Browning M1910, solitamente riposta nella sua giarrettiera. Negli ultimi anni, a cominciare dal film Trappola mortale, ha rivelato di avere delle abilità superbe nelle arti marziali, in grado di rendere incosciente un aggressore che pesa il doppio di lei con un solo colpo.
Oltre ai suoi attributi fisici, Fujiko è molto intelligente e ha un'arguzia acuta. È una stratega esperta, in grado di ideare piani e schemi intricati. La sua capacità di pensare in piedi e di adattarsi a circostanze in continuo cambiamento dimostra la sua intelligenza e intraprendenza. La rapidità di pensiero di Fujiko si rivela spesso inestimabile in situazioni che le richiedono di pensare diversi passi avanti.
Esperta seduttrice e imbrogliona, può essere molto promiscua quando necessario per completare un lavoro e ha baciato e persino avuto momenti intimi con uomini diversi per avere informazioni o sfuggire a una situazione. Altre abilità sono la sua maestria furtiva e la sua capacità di manipolare. 
È molto brava nel travestimento e nella recitazione e apparentemente può parlare diverse lingue straniere oltre alla sua lingua madre, il giapponese. Come gli altri membri della banda di Lupin, è in grado di pilotare qualsiasi veicolo terrestre, marittimo e aereo, con la sua preferenza personale per una motocicletta Kawasaki convenzionale. 

## Doppiaggio
In Italia mantiene il suo nome originale in quasi tutte le serie e film, ad eccezione della seconda serie, dove viene rinominata Margot, e nella versione televisiva de Il castello di Cagliostro, dove viene chiamata Rosaria. In giapponese la J di Fujiko si pronuncia con l'affricata alveolo-palatale sonora [d͡ʑ], la cui approssimazione in italiano sarebbe l'affricata postalveolare sonora [d͡ʒ] (come la G di gita); tuttavia, nel doppiaggio italiano il fonema è sempre pronunciato con la fricativa postalveolare sonora [ʒ], come la J francese.
Sempre nell'edizione italiana, accanto al suo nome originale, il cognome veniva sempre pronunciato, prima del 2009, all'inglese (main), come se fosse il primo pronome possessivo (mine nel senso di "mio" o "mia"), tranne nello special televisivo Ruba il dizionario di Napoleone!. Anche nella seconda serie il cognome è pronunciato così, accanto al nome Margot. A partire dall'OAV del 2008 Green vs Red e dallo special Lupin III - La lampada di Aladino, doppiati entrambi nel 2009, viene pronunciato come nell'originale.

## Citazioni in altre opere
- Il mangaka Gōshō Aoyama si è ispirato a Fujiko Mine per due personaggi della serie manga e anime Detective Conan: Yukiko Fujimine e Vermouth. Secondo quanto dichiarato dallo stesso autore nella guida pubblicata sulla rivista Weekly Shōnen Sunday insieme al capitolo 865 (file 4 del volume 82) di Detective Conan, ripubblicata in fondo al volume 83, Yukiko è il lato buono di Fujiko, mentre Vermouth il lato cattivo. Il nome di Yukiko Fujimine è un anagramma approssimativo di "Fujiko Mine", mentre il nome di battesimo in sé potrebbe derivare da quello di Yukiko Nikaido, doppiatrice di Fujiko nella prima serie di Lupin III.
- Chizuru Yoshida, protagonista del manga HEN, creato da Hiroya Oku, viene paragonata nel volume numero 10 a Fujiko Mine.

## Accoglienza

### Popolarità
Nel 2007 Oricon ha intervistato i lettori su quali personaggi vorrebbero vedere nella propria serie. Fujiko Mine è apparsa al settimo posto tra le votanti e al quinto posto assoluto. La compagnia ha anche chiesto ai suoi lettori nello stesso anno chi credevano fosse la donna più bella dei manga. Fujiko è stata incoronata al titolo segnando il primo posto assoluto con alte classifiche da elezioni sia maschili che femminili.
È stata elencata come la seconda eroina anime più iconica da Mania.com.
Da uno special trasmesso su Fuji TV, compare al 2º posto nella classifica dei 50 personaggi femminili più amati dai giapponesi, secondo i voti di 14000 spettatori.
Nel 2013 eBookJapan ha intervistato le sue clienti di sesso femminile tra i 20 e i 30 anni su quale eroina manga ritenesse avesse il corpo ideale. Nel sondaggio che ha considerato la loro sensualità, forma fisica e salute, Fujiko Mine è stata la prima risposta.
In un sondaggio del 2017 che ha intervistato 12000 giapponesi, Fujiko Mine è stata votata come la più splendida eroina dell'era Shōwa e la terza dell'era Heisei.
Fujiko è stata votata come l'eroina degli anime più sexy in un sondaggio Goo del 2020 di circa 4000 persone.

### Ricezione critica
Dallas Marshall di THEM Anime Reviews ha definito Fujiko uno dei personaggi femminili più iconici nella storia degli anime e si è riferita a lei come "la colla sexy che tiene insieme Lupin e la sua allegra banda di disadattati".
Chad Landon Smith di Crunchyroll ha scritto che "misterioso" è il tratto caratteriale che definisce Fujiko e che essendo "nata dallo stereotipo della femme fatale, le sue intenzioni e motivazioni non sono mai pensate per essere chiare".
Rob Lineberger di DVD Verdict ha descritto Fujiko come "La risposta degli anni '70 a Lara Croft".
Nella sua recensione del primo anime, Chris Beveridge di The Fandom Post ha apprezzato il fatto che mentre Fujiko ha un po' di "sentimento sessuale qui, è quella che è la più connivente qui e fa tutto con un ghigno malvagio e un sorriso."
Mike Crandol di Anime News Network, recensendo il secondo anime, ha ritenuto che mentre la funzione principale di Fujiko è "delizia per gli occhi nella migliore tradizione di Bond", la sua "natura da doppiogiochista tiene Lupin e compagnia sulle spine e la trama gira il doppio del divertimento."
Recensendo La donna chiamata Fujiko Mine, Jacob Hope Chapman di Anime News Network ha scritto che Fujiko non ha mai una risposta per quello che fa, "ma è sempre felicissima di continuare quella vita, rendendola divertente da guardare, ma anche un intrigante mistero da risolvere." Ha anche affermato che "sorprendentemente, la costante oggettivazione di Fujiko culmina in uno degli anime più femministi-positivi degli ultimi anni".
Della performance di Meisa Kuroki nel film live-action del 2014, Matt Schley di Otaku USA ha commentato che l'attrice si avvicina a Fujiko "come ogni vera donna umana, suppongo."